# 1999年美國國家棒球名人堂票選
1999年美國國家棒球名人堂票選遵循1995年的票選規則。全美棒球記者協會進行年度票選，最後選出諾蘭·萊恩、喬治·布列特和羅賓·楊特等三人。這三位選手都是第一年獲得名人票選資格，這也是大聯盟繼1936年首次票選後，第一次選出兩位以上首年參與名人堂票選的選手。資深選手委員會在這年進行閉門會議，他們從資深大聯盟選手、行政人員、總教練、主審和黑人聯盟選手中進行評選，最後他們選出奧蘭多·塞佩沙、奈斯特·柴拉克、法蘭克·塞里和史莫奇·喬·威廉斯四人。大聯盟在1999年7月25日舉辦入選典禮。

## 全美棒球記者協會票選結果
全美棒球記者協會只從1979年以後效力於大聯盟的選手中進行評選，但效力年限只到1993年為止。
每個球員需要獲得至少75%的選票方能入選。本屆票選包含26名球員；總共有473張選票，最終總計投出2559人次，入選名人堂門檻為355票，平均每張選票圈選了5.41人。未達5%得票率的候選人，將被剔除名人堂票選資格。
首次進行票選的球員將以劍標（†）顯示。獲得至少75%以上同意票的入選人以粗體字表示；在未來票選中才入選的候選人以斜體字表示。
米奇·羅里奇和米尼·米紐索都是第十五次進行票選，同時也是最後一次。
| 球員姓名         | 同意票數 | 得票率(%) | 與前一年差距 | 年度   |
| ---------------- | -------- | --------- | ------------ | ------ |
| †諾蘭·萊恩       | 491      | 98.8      | -            | 第1年  |
| †喬治·布列特     | 488      | 98.2      | -            | 第1年  |
| †羅賓·楊特       | 385      | 77.5      | -            | 第1年  |
| †卡爾頓·費斯克   | 330      | 66.4      | -            | 第1年  |
| 湯尼·培瑞茲      | 302      | 60.8      | ▼0 7.1%      | 第8年  |
| 蓋瑞·卡特        | 168      | 33.8      | ▼0 8.5%      | 第2年  |
| 史蒂夫·賈維      | 150      | 30.2      | ▼0 11.0%     | 第7年  |
| 吉姆·賴斯        | 146      | 29.4      | ▼0 13.5%     | 第5年  |
| 布魯斯·蘇特      | 121      | 24.3      | ▼0 6.8%      | 第6年  |
| 吉姆·卡特        | 100      | 20.1      | ▼0 7.2%      | 第11年 |
| †戴爾·墨菲       | 96       | 19.3      | -            | 第1年  |
| 湯米·約翰        | 93       | 18.7      | ▼0 8.6%      | 第5年  |
| 戴夫·帕克        | 80       | 16.1      | ▼0 8.4%      | 第3年  |
| 米尼·米紐索      | 73       | 14.7      | ▼0 1.4%      | 第15年 |
| 伯特·布萊勒文    | 70       | 14.1      | ▼0 3.4%      | 第2年  |
| 戴夫·康塞普西翁  | 59       | 11.2      | ▼0 5.7%      | 第6年  |
| 路易斯·提安特    | 53       | 10.7      | ▼0 2.4%      | 第12年 |
| 基斯·赫南德茲    | 34       | 6.8       | ▼0 4.0%      | 第4年  |
| 羅恩·吉德里      | 31       | 6.2       | ▼0 1.6%      | 第6年  |
| 鮑伯·布恩        | 27       | 5.4       | ▼0 0.1%      | 第4年  |
| 米奇·羅里奇      | 26       | 5.2       | ▼0 3.0%      | 第15年 |
| 德懷特·埃文斯    | 18       | 3.6       | ▼0 7.6%      | 第3年  |
| †喬治·貝爾       | 6        | 1.2       | -            | 第1年  |
| †約翰·康戴拉瑞亞 | 1        | 0.2       | -            | 第1年  |
| †麥克·波迪克     | 0        | 0.0       | -            | 第1年  |
| †查理·里布蘭特   | 0        | 0.0       | -            | 第1年  |
| †法蘭克·塔拿納   | 0        | 0.0       | -            | 第1年  |
| †麥克·威特       | 0        | 0.0       | -            | 第1年  |

|  | 本屆被選入名人堂，人名以粗體表示。                          |
|  | 本屆未入選但在未來票選中被選入名人堂，人名以斜體表示。      |
|  | 在2000年投票中繼續票選但仍未被選入者。                      |
|  | 在未來BBWAA票選中被剔除，但仍保有未來資深委員會審核的資格。 |

以下球員首次具有票選資格，但並未在名單上：胡安·亞戈斯托、華利·巴克曼、史蒂夫·貝爾邦尼、藍迪·布許、伊凡·卡德隆、亨利·考托、葛倫·戴維斯、肯·戴利、法蘭克·迪皮諾、比爾·多蘭、丹·葛拉頓、奧菲多·葛里芬、凱利·葛魯伯、尼爾·希頓、史蒂夫·萊克、泰瑞·李奇、鮑伯·麥克魯爾、基恩·尼爾森、皮特·歐布萊恩、傑諾·佩特拉利、泰德·波爾、約翰·羅素、布林恩·史密斯、提姆·圖菲爾、迪奇·索恩、荷西·烏里貝、鮑伯·沃克、齊科·沃克、柯蒂斯·威爾克森、葛倫·威爾森、柯特·威爾森和麥特·楊恩。

## J·G·泰勒·史賓克獎
棒球記者鮑伯·史蒂文斯（1916年–2002年）獲選該屆的J·G·泰勒·史賓克獎。

## 福特·C·弗里克獎
雙城隊播報員亞契·麥當勞（1901年–1960年）獲選該屆的福特·C·弗里克獎。

## 外部連結
- 美國國家棒球名人堂官網 （页面存档备份，存于）
- 棒球名人堂BBWAA票選規則 （页面存档备份，存于）
- 1999年名人堂票選 at www.baseballhalloffame.org